# Otto III của Thánh chế La Mã
Otto III (tháng 6/7 980 - 23 tháng 1 1002) là Hoàng đế La Mã Thần thánh từ 996 cho tới khi ông mất sớm vào năm 1002. Là một thành viên hoàng tộc Liudolfinger, Otto III là người con trai duy nhất của Otto II và vợ ông, Theophanu.

## Tiểu sử
Otto III được phong làm vua La Mã Đức năm 983 khi ông được 3 tuổi, sau cái chết của cha ông ở miền Nam nước Ý, khi ông ta đang lãnh đạo đánh nhau với Đế quốc Đông La Mã và tiểu vương quốc Sicilia. Mặc dù là lãnh chúa của nước Đức, nhưng vì tuổi nhỏ nên quyền hành nằm vào tay các nhiếp chính. Anh họ của ông, Heinrich II, công tước của Bayern, đòi quyền nhiếp chính và dự định cướp ngôi vào năm 984. Khi cuộc nổi dậy của ông ta thất bại không giành được sự ủng hộ của giới quý tộc Đức, Heinrich II bị bắt buộc phải từ bỏ đòi hỏi lên ngôi và công nhận bà Theophanu, mẹ của Otto III, được làm nhiếp chính cho tới khi bà mất vào năm 991. Otto III lúc đó vẫn còn nhỏ, nên bà nội ông, nữ hoàng Adelaide của Ý, nắm quyền nhiếp chính cho đến 994.
Năm 996, Otto III dẫn quân tới Ý để đòi tước vị Vua của Ý và Hoàng đế La Mã Thần thánh, mà đã bỏ trống từ khi Otto II mất vào năm 983. Otto III cũng muốn qua đó thiết lập lại quyền lực của đế quốc đối với thành phố Roma, mà đã nổi dậy dưới sự lãnh đạo của Crescentius II, và qua đó cả giới lãnh đạo Công giáo. Được phong làm hoàng đế, Otto III đã đập tan phe nổi dậy Roma và đưa người anh em họ Grêgôriô V lên làm giáo hoàng, giáo hoàng đầu tiên gốc Đức. Sau khi hoàng đế đã xá tội ông và rời khỏi thàh phố, Crescentius II lại nổi dậy, hạ bệ Gregory V và đưa Gioan XVI lên làm giáo hoàng. Otto III trở lại thành phố vào năm 998, tái thiết lập Gregory V, và xử trảm cả Crescentius II và Gioan XVI. Khi Gregory V chết vào năm 999, Otto III đã đưa Silvestrô II lên thay thế. những hoạt động suốt cuộc đời Otto III đã củng cố quyền lực của đế chế đối với nhà thờ Công giáo.
Ngay từ ban đầu của triều đại ông, Otto III phải đối phó với những sự phản kháng của Người Slav dọc theo biên giới phía Đông. Theo sau cái chết của cha ông vào năm 983, người Slav nổi dậy chống lại sự kiềm chế của đế quốc, đòi đế quốc phải từ bỏ những lãnh thổ của họ ở phía đông của sông Elbe. Otto III đã chiến đấu để dành lại lãnh thổ nhưng ít thành công. Thế nhưng Otto III đã củng cố được liên hệ của đế quốc với Ba Lan, công quốc Bohemia, và vương quốc Hungary. Qua những hoạt động ở Đông Âu vào năm 1000, ông ta đã mở rộng ảnh hưởng của Thiên chúa giáo bằng cách ủng hộ sự truyền giáo ở Ba Lan, cũng bằng cách ban ngôi vua cho Stephen I trở thành vua công giáo đầu tiên ở Hungary.
Trở lại Roma 1001, Otto III phải đối phó với cuộc nổi dậy của tầng lớp quý tộc Roma, buộc ông ta phải bỏ chạy khỏi thành phố. Trên con đường tới Roma 1002 để dành lại quyền lực, tuy nhiên, Otto III bị sốt bất thình lình và đã chết tại một lâu đài gần Civita Castellana vào lúc 21 tuổi. Chưa có người thừa kế rõ ràng, cái chết sớm của ông ta đã đưa đế quốc vào một cuộc khủng hoảng chính trị.